# Józef Witczak
Józef Antoni Witczak (ur. 29 lipca 1900 w Jastrzębiu Dolnym, zm. 6 września 1987 w Katowicach) – polski adwokat, działacz plebiscytowy, powstaniec śląski, poseł na Sejm Śląski II i III kadencji.

## Życiorys
Urodził się w Jastrzębiu Dolnym, współcześnie znajdującym się w granicach Jastrzębia-Zdroju. Był synem pochodzącego z Wielkopolski Mikołaja seniora i Niemki, Marii Anny von Adlersfeld. Miał czwórkę rodzeństwa, jednak wieku dorosłego dożyli jedynie sam Józef i jego starszy brat Mikołaj junior.
Uczęszczał do gimnazjum w Rybniku oraz Wrocławiu. Studiował na uniwersytecie w Monachium. W 1927 ukończył studia prawnicze w Poznaniu.
W latach 1916–1917 był żołnierzem wojska pruskiego. W 1919 znalazł się w naczelnych władzach POW Górnego Śląska. W okresie międzywojennym był współwłaścicielem uzdrowiska w Jastrzębiu-Zdroju. Był działaczem Związku Powstańców Śląskich. W latach 1926–1931 pracował w sądownictwie. Od 1 sierpnia 1931 prowadził biuro adwokackie w Katowicach. Był dwukrotnie posłem do Sejmu Śląskiego II i III kadencji z ramienia NChZP.
W związku z wybuchem II wojny światowej, z obawy przed niemieckimi prześladowaniami, razem z bratem zdecydował się opuścić Polskę. W czasie drugiej wojny światowej trafił do 1 Dywizji Pancernej gen. Stanisława Maczka i brał udział w ofensywie na froncie zachodnim jako kapitan audytor. W 1946 wrócił do kraju.
Był żonaty z Krystyną Witczak (1912–2008); są pochowani w rodzinnym grobowcu na cmentarzu przy Sanktuarium Opatrzności Bożej w Jastrzębiu-Zdroju.

## Ordery i odznaczenia
- Krzyż Niepodległości (19 grudnia 1933)[2]
- Krzyż Oficerski Orderu Odrodzenia Polski (27 listopada 1929)[3]
- Krzyż Walecznych
- Śląski Krzyż Powstańczy
- Krzyż na Śląskiej Wstędze Waleczności i Zasługi